# Ka-226
Ka-226 – rosyjski śmigłowiec wielozadaniowy zaprojektowany w wytwórni Kamowa. Jest jedynym rosyjskim śmigłowcem, w którym od początku zakładano użycie silników niebędących wytworem rodzimej produkcji.

## Historia

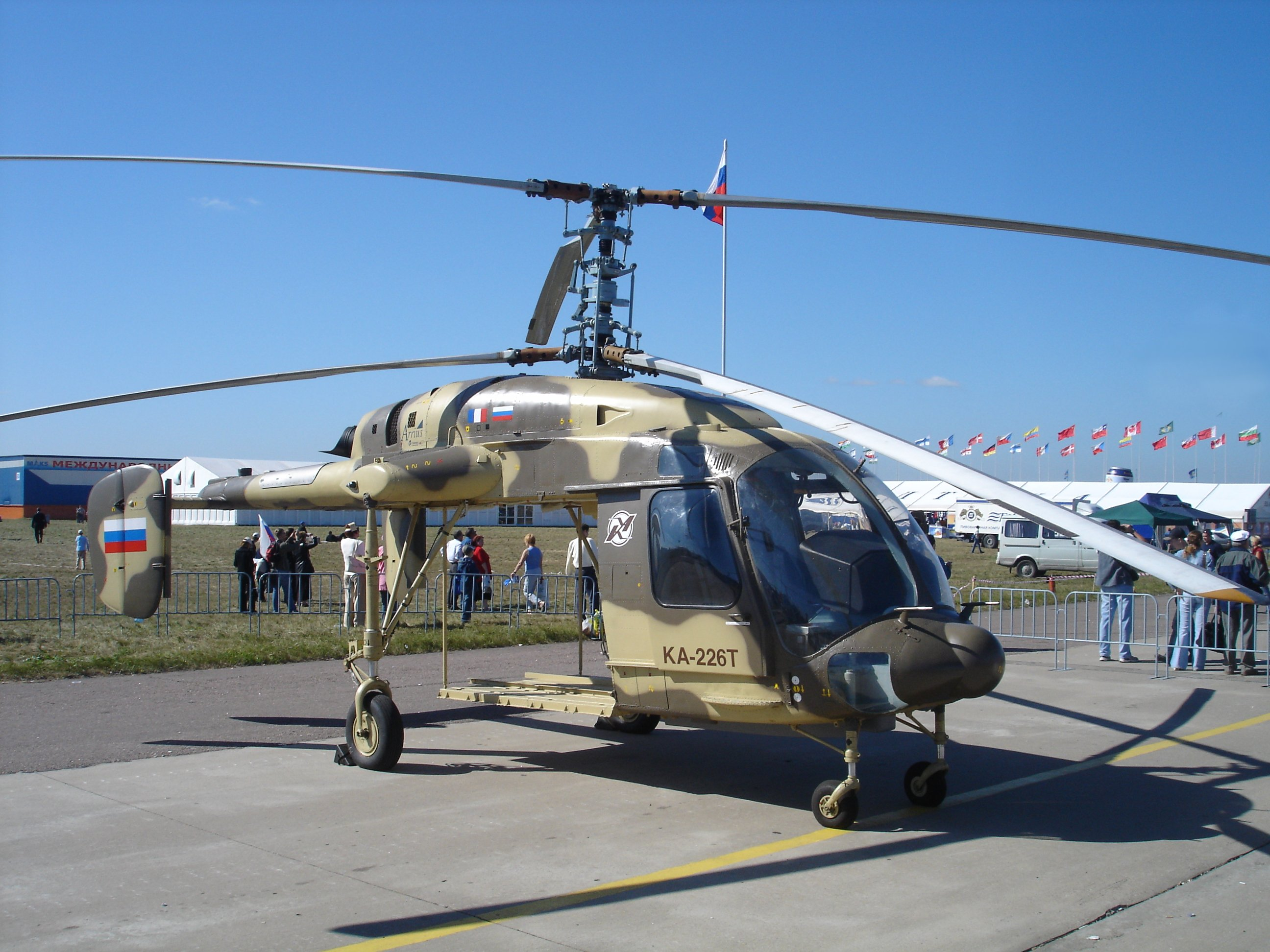
Ka-226T na pokazach MAKS 2005

Ka-226 został zaprojektowany z myślą o wypełnianiu zadań, które do tej pory były domeną Mi-1 oraz Ka-26. Prototyp śmigłowca oblatano 4 września 1997 roku, pierwszy egzemplarz seryjny w barwach rosyjskiego Ministerstwa do Spraw Nadzwyczajnych wzbił się w powietrze 28 marca 2001 roku. Produkcja seryjna ruszyła w zakładach mieszczących się w Orenburgu i miejscowości Kumiertau po podpisaniu w 1999 roku kontraktu na budowę pomiędzy Ministerstwem a Kamowem. Użytkownikami śmigłowców została Federalna Służba Bezpieczeństwa, moskiewska policja i przedsiębiorstwo Gazprom. Maszyna ma się znaleźć również na wyposażeniu Rosyjskiego Lotnictwa Sił Lądowych. 6 stycznia 2011 roku ogłoszono wstępne zamówienie na sześć sztuk Ka-226, napędzanych silnikami turbowałowymi Rolls-Royce 250. Docelowo lotnictwo armii planuje nabyć 40 sztuk śmigłowców w wersji Ka-226T, napędzanych silnikami Turbomeca Arrius 2G1. Realizacja całego zamówienia przewidywana jest do 2020 roku. Ka-226 ma być używany do szkolenia załóg śmigłowców Ka-52 oraz pełnić rolę maszyny ogólnego przeznaczenia. W marcu 2012 roku pierwsza piątka Ka-226 trafiła do ośrodka szkoleniowego w Saratowie. Seryjny śmigłowiec ma być wytwarzany w fabryce w Ułan Ude.
W maju 2015 roku Indie wybrały Ka-226T jako podstawową, lekką maszynę dla swojej marynarki i sił lądowych. Decyzję o zakupie 200 śmigłowców Ka-226T indyjski rząd podjął 13 maja 2015 roku. W dalszej kolejności, 24 grudnia tego samego roku podpisano porozumienie o uruchomieniu na terenie Indii licencyjnej budowy śmigłowców. Śmigłowce wytwarzane w Indiach, w wybudowanych specjalnie w tym celu zakładach w Tumakuru będą miały francuskie silniki Turbomeca Arrius 2G1.
Pojedynczy Ka-226 trafił na wyposażenie 10. Brygady Lotnictwa Morskiego ukraińskiego lotnictwa marynarki wojennej. Jednostka na co dzień stacjonuje w bazie lotniczej Kulbakino koło Mikołajowa. Śmigłowiec pierwotnie przeznaczony był dla Państwowej Służby Ukrainy ds. Sytuacji Nadzwyczajnych, jednak z powodów administracyjnych nigdy do niej nie trafił. 8 czerwca 2018 roku zakończono proces przekazywania maszyny nowemu właścicielowi. W brygadzie, Ka-226 będzie wykorzystywany do zadań ewakuacji medycznej oraz transportu VIP. W trakcie realizacji zadań ewakuacyjnych, na pokładzie może znaleźć się dwóch pacjentów na noszach, członek personelu medycznego oraz sprzęt medyczny. Do zadań transportowych, maszyna może przewieźć maksymalnie sześciu pasażerów.

## Konstrukcja

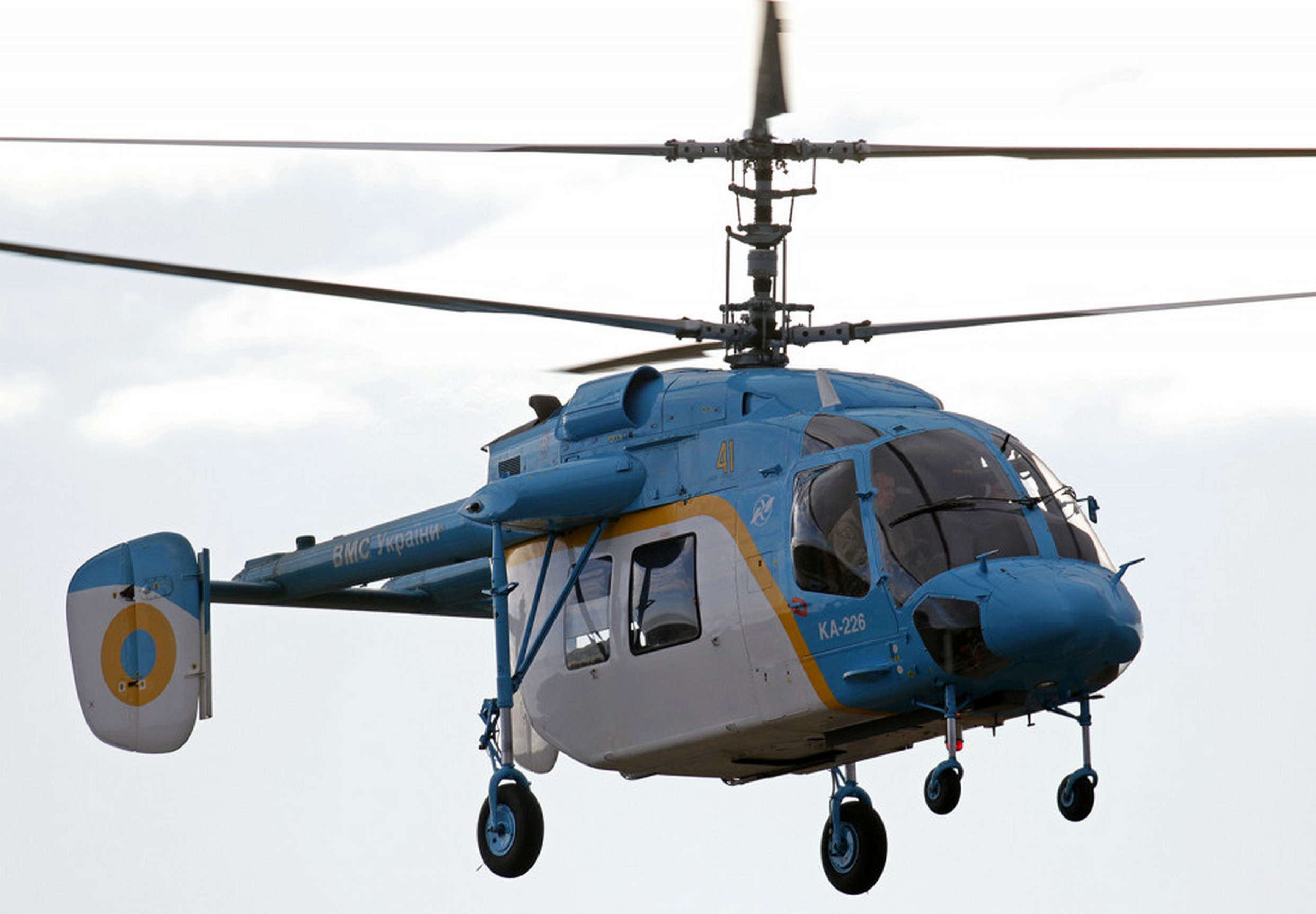
Ka-226 Marynarki Wojennej Ukrainy

Maszyna posiada typowy dla konstrukcji Kamowa układ dwóch, współosiowych, trójłopatowych wirników zwany również układem Kamowa. Łopaty wirników wykonane są z kompozytów węglowych. Ważną cechą śmigłowca jest jego modułowa budowa, kabina transportowa może być łatwo i szybko zmieniana na moduł wyposażony w zależności do wykonywanego zadania. Śmigłowiec napędzany jest dwoma silnikami turbowałowymi Rolls-Royce Allison 250-C20R2. W przypadku wersji przeznaczonej dla Służby Bezpieczeństwa przewiduje się zamontowanie mocniejszych silników Turbomeca Arrius 2G2. Maszyna posiada cyfrową awionikę umożliwiającą loty w każdych warunkach pogodowych niezależnie od pory dnia.

## Wersje
- Ka-226A – wersja podstawowa.
- Ka-226AG – wersja przeznaczona dla Gazpromu, która wykorzystywana jest do monitorowania rurociągów.
- Ka-226T – wersja z silnikami Turbomeca Arrius 2G1.
- Ka-226-50 – wersja zmodernizowana
- Ka-226U – wersja szkolna śmigłowca